# Abraham Bosse

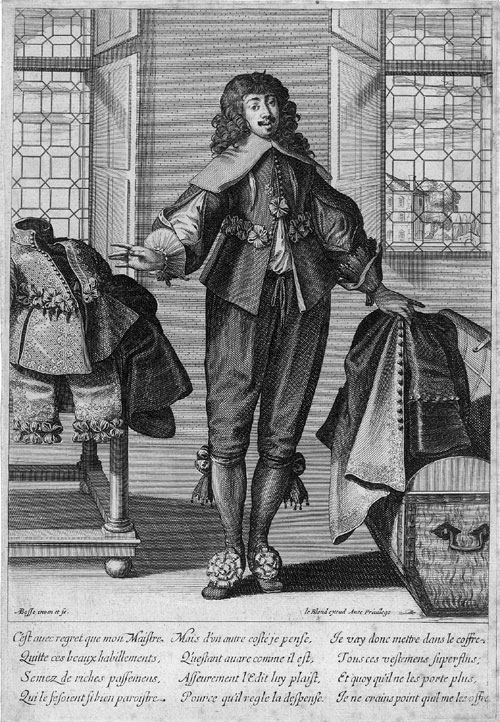
Walet, rycina z cyklu Métiers (1635)

Abraham Bosse (ur. 1604 w Tours, zm. 1676 w Paryżu) – francuski grawer, malarz i teoretyk sztuki, członek i wykładowca Królewskiej Akademii Malarstwa i Rzeźby.
Urodził się w rodzinie pochodzącego z Niemiec krawca, terminował od 1620 u rytownika Melchiora Taverniera. W 1628 poznał Jacques’a Callota i znalazł się pod jego wpływem. W 1648 został jednym z pierwszych członków Académie Royale de Peinture et de Sculpture, nauczał tam zasad perspektywy. W 1661 został usunięty z Akademii, gdyż kwestionował system estetyczny lansowany przez Jean-Baptiste Colberta i Charlesa Le Bruna.
Abraham Bosse był płodnym twórcą, pozostawił po sobie ponad półtora tysiąca prac graficznych. Były one tworzone techniką akwaforty łączoną z miedziorytem. Artysta poruszał najczęściej tematykę rodzajową dzięki czemu jego dzieła są dzisiaj cennym materiałem historycznym dokumentującym stroje, obyczaje i sprzęty używane w XVII-wiecznej Francji. Bosse był także malarzem, posługiwał techniką olejną i częściej akwarelą. Napisał kilka traktatów z teorii rytownictwa, malarstwa i architektury m.in. Traité des manières de graver en taille douce sur l'airin par le moyen des eaux-fortes... (1645), Manière Vniverselle de Mr Desargves, pour pratiquer la Perspective Par Petit-Pied... (1648) i Le peintre converty aux précises et universelles règles de son art... (1667).